# Гуревич Борис Михайлович
Бори́с Миха́йлович Гуре́вич (*23 лютого 1937, Київ, УРСР — 11 листопада 2020) — радянський борець вільного стилю, олімпійський чемпіон 1968 року, заслужений майстер спорту СРСР (1967).

## Біографія
Борис Гуревич народився 1937 р. у Києві. Боротьбою почав займатися у 1953 р., у 1957 році став чемпіоном України і цього ж року виграв чемпіонат СРСР.
На літніх Олімпійських іграх 1968 р. в Мехіко боровся у ваговій категорії до 87 кілограмів (середя вага). У поєдинках:
- у першому колі на 2-й хвилині поклав на лопатки Роберта Ніхона (Багами);
- у другому колі на 11-й хвилині Яна Випоржика (Польща);
- у третьому колі за перевагою виграв у Рона Грінстеда (Велика Британія);
- у четвёртому колі на 1-й хвилині тушировав Лупе Лара (Куба);
- у п'ятому колі участі не брав;
- у шостому колі у поєдинку з Жигельдіном Мьонкбатом (Монголія) була зафіксована нічия;
- у сьомому колі у поєдинку з Проданом Гарджевим (Болгарія) була зафіксована нічия і за найменшою кількістю штрафних балів Б. М. Гуревич став чемпіоном Олімпійських ігор.

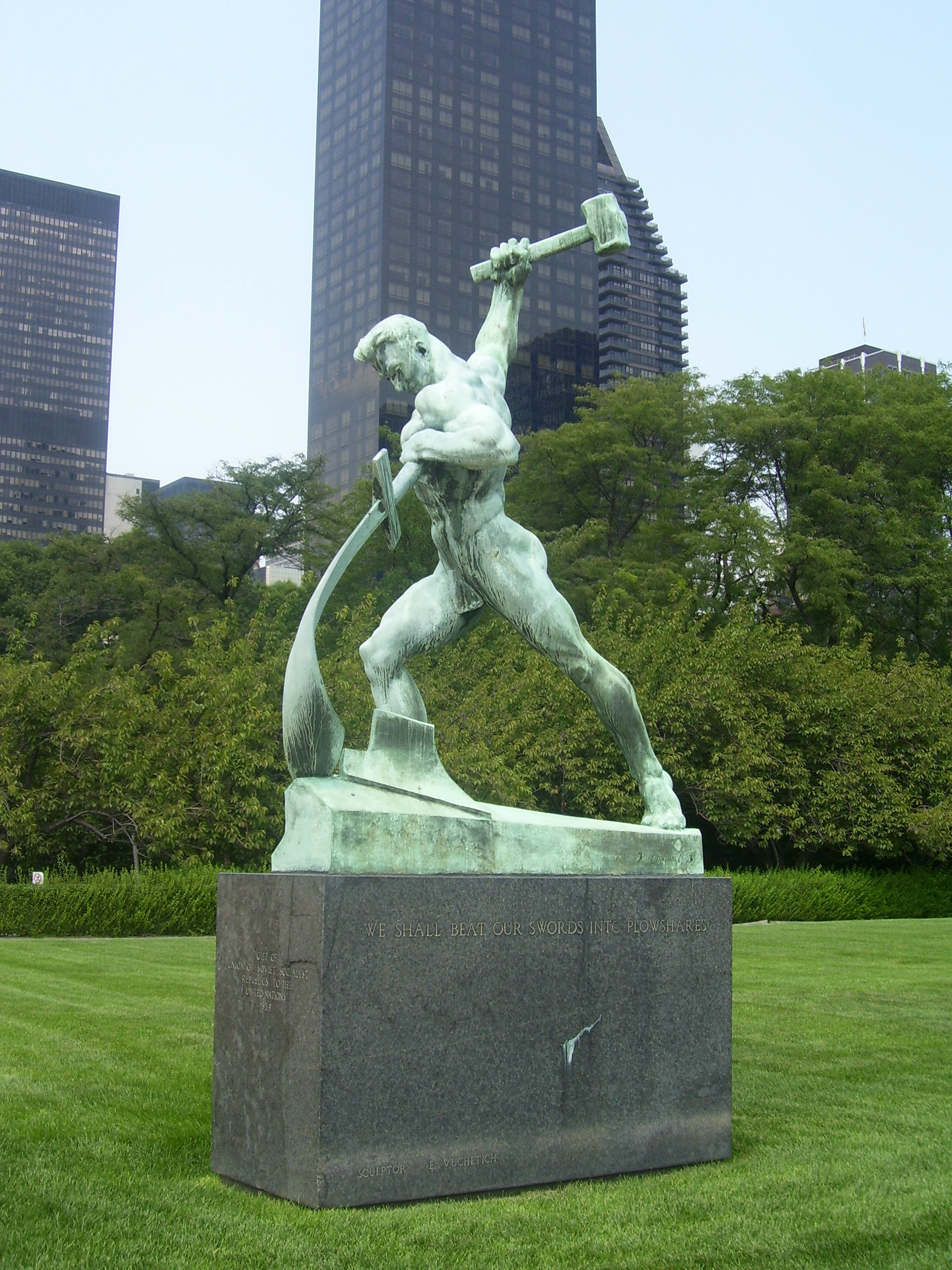
Скульптура «Перекуємо мечі на орала»

Дворазовий чемпіон світу (1967, 1969), срібний призер чемпіонату світу (1961), дворазовий чемпіон Європи (1967, 1970), шестикратний чемпіон СРСР (1957, 1958, 1961, 1965, 1966, 1967).
Фігура Бориса Гуревича послугувала моделлю для знаменитої алегоричної скульптури відомого радянського скульптора Євгена Вучетича «Перекуємо мечі на орала», встановленной у 1957 році в Нью-Йорку біля будівлі ООН.
Закінчив Київський державний інститут фізичної культури (1969).
Емігрував до США, проживав у Чикаго.